# Kráľova Lehota
Kráľova Lehota (bis 1927 slowakisch „Královská Lehôta“; ungarisch Királylehota) ist eine Gemeinde in der Nordslowakei, in der historischen Region Liptau.

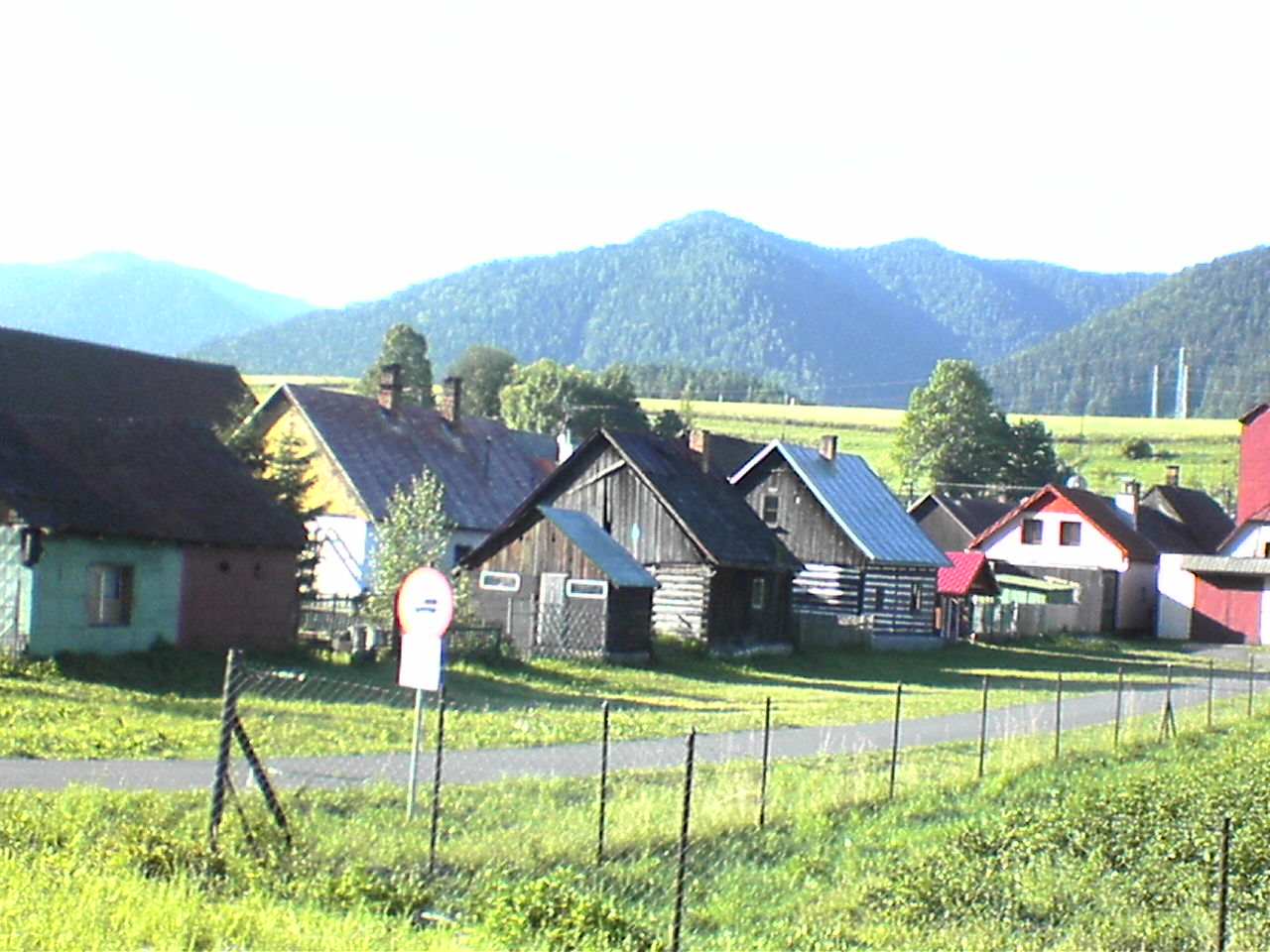
Kráľova Lehota

Sie liegt im Podtatranská kotlina am Hang der Niederen Tatra, beim Zusammenfluss des Flusses Boca und kurz zuvor aus den Quellflüssen Biely Váh und Čierny Váh entstandenen Waag. Die Städte Liptovský Hrádok und Liptovský Mikuláš sind jeweils 5 und 17 km entfernt.
Der Ort wurde zum ersten Mal 1361 erwähnt, gegründet wurde er aber schon rund um das Jahr 1300. Zur Gemeinde gehören neben dem Hauptort auch die eingemeindeten Dörfer und heutigen Gemeindeteile Čierny Váh und Svarín. Am gleichnamigen Fluss befindet sich der Stausee und das Pumpspeicherkraftwerk Čierny Váh.

## Bevölkerung
| Jahr                | 1994 | 2004     | 2014    | 2024    |
| ------------------- | ---- | -------- | ------- | ------- |
| Anzahl der Personen | 725  | 634      | 593     | 602     |
| Unterschied         |      | −12,55 % | −6,46 % | +1,51 % |

| Jahr                | 2023 | 2024    |
| ------------------- | ---- | ------- |
| Anzahl der Personen | 601  | 602     |
| Unterschied         |      | +0,16 % |

## Sehenswürdigkeiten
An der sogenannten Strobl-Villa befindet sich die Kopie eines Matthias-Corvinus-Denkmals, dessen Original von 1486 am Matthiasturm in Bautzen zu sehen ist. Die Villa ist das Geburtshaus des ungarischen Bildhauers Alajos Strobl, der das Bautzener Monument 1895/96 für eine Ausstellung kopierte. Einen Abguss ließ er 1906 hier anbringen.